# Самохвалова, Алёна Александровна
Алёна Алекса́ндровна Самохва́лова (род. 21 ноября 1980, Белорецк, Башкирская АССР) — российская легкоатлетка, специалистка по бегу на длинные дистанции, кроссу и марафону. Выступала на профессиональном уровне в 1998—2014 годах, член сборной России, обладательница серебряной медали Универсиады в Тэгу, победительница и призёрка первенств всероссийского значения, ряда крупных коммерческих стартов на шоссе. Представляла Башкирию и Оренбургскую область. Мастер спорта России международного класса. Тренер.

## Биография
Алёна Самохвалова родилась 21 ноября 1980 года в городе Белорецке Башкирской АССР. Окончила Магнитогорский государственный университет (2004).
Занималась лёгкой атлетикой в белорецкой Детско-юношеской спортивной школе № 1, проходила подготовку под руководством заслуженных тренеров России Евгения Гавриловича и Татьяны Васильевны Сенченко. Позднее также была подопечной Саита Хамидовича Кирамова и Лилии Булатовны Шобуховой.
Впервые заявила о себе на международном уровне в сезоне 1998 года, когда вошла в состав российской национальной сборной и выступила в беге на 5000 метров на юниорском мировом первенстве в Анси.
В 1999 году заняла 29-е место в гонке юниорок на чемпионате мира по кроссу в Белфасте, стала пятой в беге на 3000 метров на юниорском европейском первенстве в Риге.
В 2000 году показала 70-й результат среди элитных спортсменок на кроссовом чемпионате мира в Виламуре.
Принимала участие в чемпионате Европы 2002 года в Мюнхене, где в дисциплине 10 000 метров заняла 15-е место.
В 2003 году на чемпионате России в Туле выиграла бронзовую медаль в беге на 5000 метров. Будучи студенткой, представляла страну на Всемирной Универсиаде в Тэгу — в программе бега на 10 000 метров завоевала серебряную награду, уступив на финише только молдаванке Наталье Черкес.
В 2004 году взяла бронзу на чемпионате России по бегу на 10 000 метров в Туле, стала шестой на Амстердамском марафоне.
В 2005 году одержала победу на весеннем чемпионате России по кроссу в Жуковском, получила серебро на чемпионате России по бегу на 10 000 метров в Туле, стала бронзовой призёркой в беге на 5000 метров на основном чемпионате России в Туле. Благодаря череде удачных выступлений удостоилась права защищать честь страны на чемпионате мира в Хельсинки — в дисциплине 10 000 метров с результатом 31:57.85 закрыла двадцатку сильнейших.
В 2007 году участвовала в Дублинском марафоне — пришла к финишу пятой.
В 2008 году отметилась выступлением на Кубке Европы по бегу на 10 000 метров в Стамбуле, в ходе прохождения дистанции сошла. Стала седьмой на Дублинском марафоне.
В 2009 году выиграла кросс на 6 км на осеннем чемпионате России по кроссу в Оренбурге, стала третьей на Венецианском марафоне.
В 2010 году финишировала шестой на Пражском полумарафоне, с результатом 2:30:50 стала серебряной призёркой на чемпионате России по марафону в Москве.
В 2011 году превзошла всех соперниц на чемпионате России по полумарафону в Чебоксарах, с личным рекордом 2:28:43 закрыла десятку сильнейших на Франкфуртском марафоне.
В 2012 году показала 21-й результат на Сеульском международном марафоне.
В 2013 году помимо прочего заняла пятое место на Варшавском марафоне и 12-е место на Торонтском береговом марафоне.
В сентябре 2014 года финишировала седьмой на чемпионате России по полумарафону в Уфе и на этом завершила спортивную карьеру.
За выдающиеся спортивные достижения удостоена почётного звания «Мастер спорта России международного класса».
Впоследствии работала тренером в новосибирском беговом клубе Runners' Club.